# Bengt Fröman

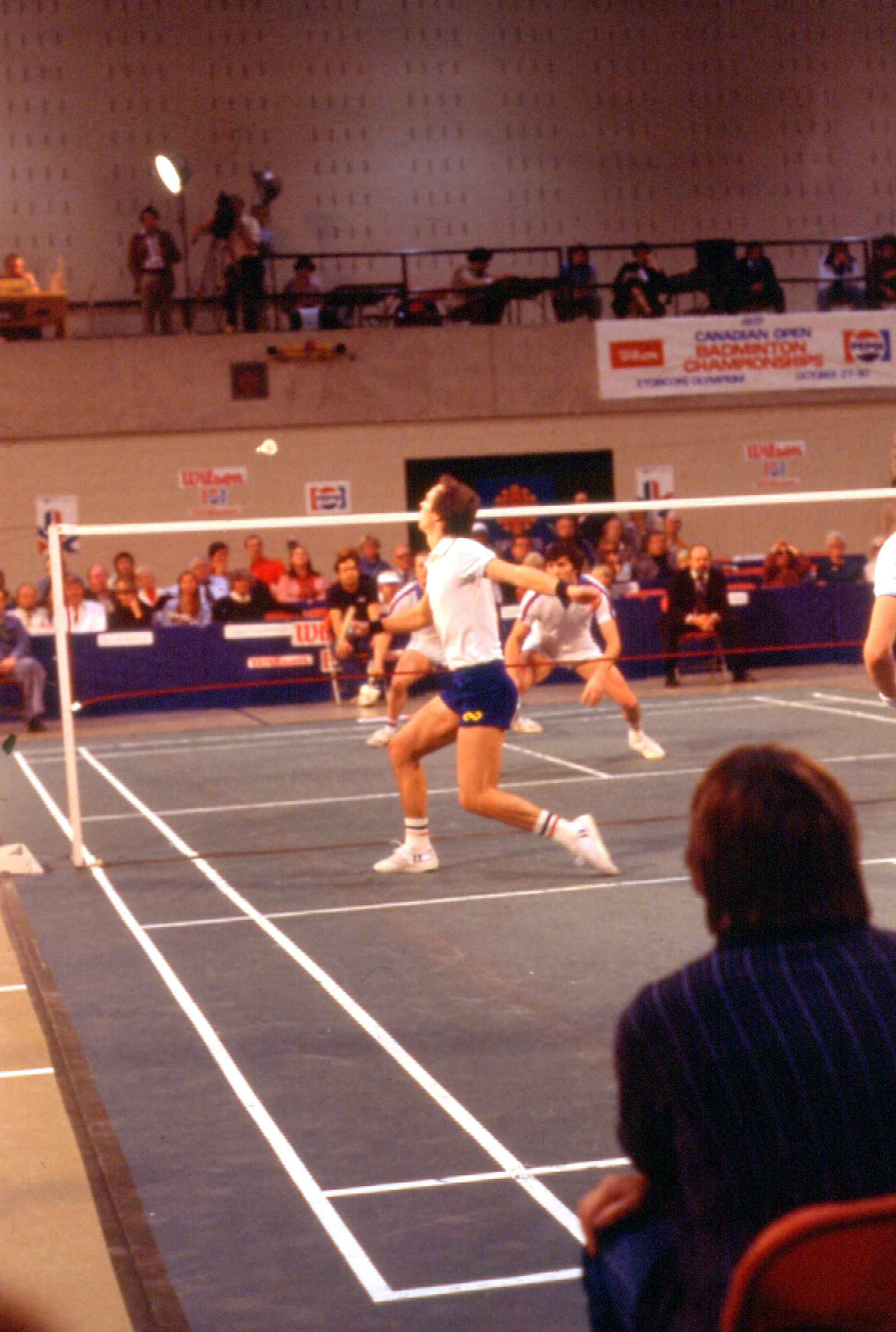
Bengt Fröman (vorn) bei den Canadian Open 1977

Bengt Fröman (* 30. November 1950) ist ein ehemaliger schwedischer Badmintonspieler. 

## Karriere
Bengt Fröman gewann 1968 den Mixed-Juniorentitel in Schweden. Bei der Europameisterschaft 1976 holte er die Bronzemedaille im Doppel ebenso wie bei der Weltmeisterschaft 1977. 1978 und 1980 erkämpfte er sich jeweils Silber im Doppel bei den Europameisterschaften.

## Sportliche Erfolge
| Veranstaltung | Saison                                   | Disziplin    | Platz | Name                                                      |
| ------------- | ---------------------------------------- | ------------ | ----- | --------------------------------------------------------- |
| 1967/1968     | Schweden: Einzelmeisterschaft U19        | Mixed        | 1     | Bengt Fröman / Margareta Söderberg (IFK Lidingö)          |
| 1969          | Junioren-Europameisterschaft             | Mixed        | 3     | Bengt Fröman / Margareta Söderberg                        |
| 1972/1973     | Schweden: Einzelmeisterschaft            | Herrendoppel | 1     | Bengt Fröman / Thomas Kihlström (IFK Lidingö)             |
| 1973          | Norwegian International                  | Herrendoppel | 2     | Thomas Kihlström / Bengt Fröman                           |
| 1973          | USSR International                       | Herrendoppel | 1     | Thomas Kihlström / Bengt Fröman                           |
| 1973/1974     | Schweden: Einzelmeisterschaft            | Herrendoppel | 1     | Bengt Fröman / Thomas Kihlström (IFK Lidingö / Farsta BK) |
| 1974/1975     | Schweden: Einzelmeisterschaft            | Herrendoppel | 1     | Bengt Fröman / Thomas Kihlström (IFK Lidingö / Farsta BK) |
| 1974/1975     | Schweden: Einzelmeisterschaft            | Mixed        | 1     | Bengt Fröman / Karin Lindquist (IFK Lidingö)              |
| 1975          | Schweden: Internationale Meisterschaften | Herrendoppel | 3     | Thomas Kihlström / Bengt Fröman                           |
| 1975          | Nordische Meisterschaften                | Herrendoppel | 1     | Bengt Fröman / Thomas Kihlström                           |
| 1975          | German Open                              | Herrendoppel | 1     | Bengt Fröman / Thomas Kihlström                           |
| 1975/1976     | Schweden: Einzelmeisterschaft            | Herrendoppel | 1     | Bengt Fröman / Thomas Kihlström (IFK Lidingö)             |
| 1976          | Denmark Open                             | Herrendoppel | 1     | Bengt Fröman / Thomas Kihlström                           |
| 1976          | German Open                              | Herrendoppel | 1     | Bengt Fröman / Thomas Kihlström                           |
| 1976          | Nordische Meisterschaften                | Herrendoppel | 1     | Bengt Fröman / Thomas Kihlström                           |
| 1976          | All England                              | Herrendoppel | 1     | Bengt Fröman / Thomas Kihlström                           |
| 1976          | Norwegian International                  | Herrendoppel | 1     | Bengt Fröman / Thomas Kihlström                           |
| 1976          | Europameisterschaft                      | Herrendoppel | 3     | Bengt Froman / Thomas Kihlström                           |
| 1976/1977     | Schweden: Einzelmeisterschaft            | Herrendoppel | 1     | Bengt Fröman / Thomas Kihlström (IFK Lidingö)             |
| 1977          | Canadian Open                            | Herrendoppel | 1     | Thomas Kihlström / Bengt Fröman                           |
| 1977          | Nordische Meisterschaften                | Herrendoppel | 1     | Bengt Fröman / Thomas Kihlström                           |
| 1977          | Weltmeisterschaft                        | Herrendoppel | 3     | Thomas Kihlström / Bengt Froman                           |
| 1977          | German Open                              | Herrendoppel | 1     | Bengt Fröman / Thomas Kihlström                           |
| 1977/1978     | Schweden: Einzelmeisterschaft            | Herrendoppel | 1     | Bengt Fröman / Thomas Kihlström (IFK Lidingö / Täby IS)   |
| 1978          | Europameisterschaft                      | Herrendoppel | 2     | Bengt Fröman / Thomas Kihlström                           |
| 1978          | Canadian Open                            | Herrendoppel | 1     | Thomas Kihlström / Bengt Fröman                           |
| 1978          | Portugal International                   | Herrendoppel | 1     | Thomas Kihlström / Bengt Fröman                           |
| 1978/1979     | Schweden: Einzelmeisterschaft            | Herrendoppel | 1     | Bengt Fröman / Thomas Kihlström (IFK Lidingö)             |
| 1979          | Nordische Meisterschaften                | Herrendoppel | 1     | Bengt Fröman / Thomas Kihlström                           |
| 1980          | Welsh International                      | Herrendoppel | 1     | Thomas Kihlström / Bengt Fröman                           |
| 1980          | Europameisterschaft                      | Herrendoppel | 2     | Bengt Fröman / Thomas Kihlström                           |
| 1988/1989     | Schweden: Einzelmeisterschaft O35        | Herrendoppel | 1     | Göran Boström / Bengt Fröman (IFK Lidingö)                |